# Scincella boettgeri
Espèce
Synonymes
- Leiolopisma laterale boettgeri Van Denburgh, 1912

Scincella boettgeri est une espèce de sauriens de la famille des Scincidae.

## Répartition
Cette espèce est endémique de l'archipel Nansei au Japon. Elle se rencontre dans les îles Yaeyama et dans les îles Miyako.

## Étymologie
Cette espèce est nommée en l'honneur d'Oskar Boettger.

## Publication originale
- Van Denburgh, 1912 : Concerning certain species of reptiles and amphibians from China, Japan, the Loo Choo Islands, and Formosa. Proceedings of the California Academy of Sciences, sér. 4, vol. 3, no 10, p. 187-258 (texte intégral).